# Reaktionskoordinat
En reaktionskoordinat är inom kemin en koordinat som anger förloppet av en kemisk reaktion. Den anger inte bara en riktning i rummet, och inte heller tidsaxeln, utan snarare en kombination av den rörelse i riktning mellan de två atomkärnor som reagerar (d.v.s. om en bindning uppstår så rör de sig mot varandra och tvärtom), och alla andra rörelser som inträffar samtidigt för den givna reaktionen, till exempel vinkelförändringar och annat.

## Analogi
Som analogi kan man tänka sig att om man hade spelat in en reaktion på videofilm, där man ser alla rörelser hos de ingående molekylerna, så skulle reaktionskoordinaten ange hur många minuter av filmen som gått, och att gå i "motsatt" riktning längs reaktionskoordinaten motsvaras av att spela upp filmen baklänges.